# Alex Metzger
Alexander Metzger, detto Alex (22 febbraio 1973), è un bobbista tedesco.

## Biografia
Viene ricordato come vincitore di una medaglia d'oro nella sua disciplina, vittoria ottenuta ai campionati mondiali del 2001 (edizione tenutasi a St. Moritz, Svizzera) insieme ai suoi connazionali Christoph Langen, Markus Zimmermann e Sven Peter
Nell'edizione l'argento andò all'altra nazionale tedesca e il bronzo alla nazionale svizzera.